# Moderna språk
| Moderna språk |
| --- |
| Center för moderna språk i Amman (Jordanien). - Betydelse – levande språk - Sekundär betydelse – undervisning i sådana främmande språk - Olika ord – moderna språk (skolämne), främmande språk |

Moderna språk är språk som talas idag. Begreppet sätts ofta – särskilt i akademiska sammanhang – i motsats till klassiska språk (latin och klassisk grekiska), som behandlar utbildning i två numera historiska språk.
Studier i moderna språk sker i många olika utbildningssammanhang. I Sverige förknippas begreppet ofta med tyska, franska och spanska, som är eller har varit tillvalsämnen i grundskolan och gymnasiet. I dessa skolor ingår det obligatoriska skolämnet engelska inte i benämningen moderna språk.

## Moderna språk som skolämne

### Översikt
Undervisning i moderna språk sker i skolor runt om i världen. Det sker i många länder och skolsystem i samband med inlärning av ett främmande språk eller som ytterligare inlärning av ett andraspråk. Det globala språket engelska är mycket vanligt som obligatoriskt ämne eller tillvalsämne i många länder. I Sverige är undervisning i engelska obligatorisk på grundskole- och gymnasienivå, och där används istället begreppet moderna språk vid studier i andra nu levande språk – ofta franska, spanska och tyska.

### Asien
I Asien lär sig de flesta skolbarn den officiella versionen av deras modersmål, alternativt ett lokalt lingua franca (som mandarin i Kina). Engelska är i många länders skolsystem det vanligaste första främmande språket i skolundervisningen, inklusive i Folkrepubliken Kina, Indien, Pakistan, Japan och Sydkorea. I Singapore används engelska istället som lärospråk, trots att majoriteten av invånarna har andra modersmål.

### Mellanöstern och Nordafrika
I Arabvärlden fungerar arabiska som lärospråk. Antingen engelska eller franska är främsta studerade främmande språk – engelska i "Gulfstaterna" och Egypten, franska i Marocko, Algeriet och Tunisien.

### Europa
I Europeiska unionens medlemsstater är studier i något främmande modernt språk obligatoriskt på något stadium i skolsystemet. I många länder förekommer studier i flera främmande språk. I de flesta EU-länder är engelska det vanligaste, första främmande språket inom utbildningen, och nästan 100 procent av unionens elever läser engelska redan i grundskolan. Ryska var tidigare ett obligatoriskt skolämne i många utbildningssystem i central- och östeuropeiska länder, men det språket har i stort sett ersatts av engelska. Storbritannien och Luxemburg var 2014 de enda EU-länder där mer än en fjärdedel av eleverna på grundskolenivå läste franska. Tyska är det vanligaste första främmande språket i grundskoleundervisningen i Luxemburg (där luxemburgiska är det största modersmålet), medan tyska läses av cirka 20 procent av grundskoleeleverna i Ungern och Kroatien.
Sverige
Moderna språk är ett skolämne i den svenska grund- och gymnasieskolan. Studier i moderna språk ska behandla tre områden:
- Kommunikation
- Reception
- Produktion och interaktion.

Moderna språk är uppbyggt från steg 1–7 och kurserna bygger på varandra med början i grundskolan. Eleven kan fortsätta läsa samma språk som i grundskolan eller börja läsa ett nytt språk på gymnasiet. Nybörjarspråk på gymnasiet börjar med steg 1. Elever som har läst språket i grundskolan som språkval från årskurs 6 börjar på steg 3, medan elever som läst språket senare i grundskolan som elevens val börjar på steg 2. Istället för ett modernt språk är det möjligt att inom språkvalet istället välja att läsa mer svenska eller svenska som andraspråk samt även engelska. Enligt grundskoleförordningen är det också möjligt för elever som att välja att få undervisning i det egna modersmålet eller i teckenspråk. På de Humanistiska-, Ekonomiska-, Samhällsvetenskapliga- och Naturvetenskapliga programmen är modernt språk obligatoriskt.
Modernt språk ger meritpoäng från steg 3.
I det svenska obligatoriska skolsystemet är franska, spanska och tyska vanligast vid studier i moderna främmande språk – utöver engelska. Sedan 1994 är dock endast engelska obligatoriskt skolämne.